# Lindholm Høje
Lindholm Høje (tradotto in Collina Lindholm) è il più importante sito di sepoltura vichinga ed ex insediamento situato a nord della città di Aalborg, in posizione dominante rispetto a questa. Il primo grande scavo di 700 tombe fu iniziato nel 1952, anche se precedenti scavi, come ad esempio quello del 1889, erano stati già condotti.
La parte meridionale di Lindholm Høje risale al 1000-1050 d.C., mentre la parte settentrionale è significativamente più antica, risalente al Settecento-1000 d.C.
L'insediamento si trova su un importante incrocio sul Limfjorden, un tratto di mare che divide l'odierno Jutland. Durante il periodo vichingo, era possibile passare solo da questo punto, l'altra alternativa era il più lungo e difficile percorso attraverso il fiordo Aggersund.
L'insediamento è stato abbandonato circa nel 1200, probabilmente a causa della sabbia che si accumulava dalla costa occidentale, conseguenza questa della ampia deforestazione che ha esposto i banchi di sabbia ai venti occidentali. Comunque, l'insabbiamento del sito ha contribuito alla sua conservazione attraverso i secoli. A causa della sua posizione, l'insediamento fu evidentemente un significativo centro di commercio e questo è ancora più corroborato dai manufatti che sono stati scoperti dagli archeologi.
La maggior parte delle sepolture scoperte sono delle cremazioni, anche se un certo numero di inumazioni sono state rinvenute; sembra che la scelta tra la cremazione o l'inumazione dipendesse dal periodo dell'anno. La maggior parte delle tombe sono contrassegnate con pietre posizionate nella tradizionale forma di una barca, indicando l'importanza che aveva per i vichinghi la navigazione; sia la loro forma e le dimensioni indicavano il rango delle persone sepolte.
Il sito è immenso e molto ricco di materiale. Esiste un museo nelle vicinanze, donato dalla Aalborg Portland A/S, società produttrice di cemento per commemorare il loro centenario, il museo aperto dal 1992.